# (32908) 1994 SE2
1994 SE2 (asteroide 32908) é um asteroide da cintura principal. Possui uma excentricidade de 0.11307830 e uma inclinação de 3.99979º.
Este asteroide foi descoberto no dia 27 de setembro de 1994 por Spacewatch em Kitt Peak.